# Дабер (Толмин)
Дабер (словен. Daber) — мале поселення в общині Толмин, Регіон Горишка, Словенія. Висота над рівнем моря: 641,9 м. Розташоване на плато над долиною річки Ідрійца.